# Ояно
Ояно (яп. 大矢野島 О:яно) — остров на юге Японии, в архипелаге Амакуса, расположенный в префектуре Кумамото.
Его площадь составляет 29,88-31,32 км².
Высочайшая точка — гора Хидаке (飛岳, 228 или 229 м). Длина береговой линии составляет 55,4 км. Население — 12.179 человек (2015), 14.729 (2000).
Остров лежит на западе префектуры. Территориально принадлежит городу Камиамакуса.
На юге связан мостом с островом Камисима, который, в свою очередь, связан с островом Симосима, на северо-востоке связан с Кюсю 2 мостами через полуостров Уто.
На юге пролив Янаги-но-сето отделяет остров от Камисимы и нескольких небольших островов, на севере пролив Мисуми (三角ノ瀬戸) отделяет его от полуострова Уто. К востоку от Ояно лежат острова Сендзокудзодзо и Тобаседзима.
На острове родился Амакуса Сиро, возглавивший в 1637 году в 16-летнем возрасте восстание против сёгуната.
С середины эпохи Мэйдзи развито сельское хозяйство, включая молочное, выращивают цветы, овощи.